# Samuel d'Évreux
Samuel d’Évreux est un tossaphiste français du XIIIe siècle.
Samuel d’Évreux était le frère cadet de l’auteur de la Tossafot d’Évreux,  Moïse d’Évreux, ainsi que son élève.
Samuel, qui dirigea une école rabbinique à Château-Thierry, eut pour disciples R. Ḥayyim (frère de Asher ben Yehiel de Tolède), Perez ben Élie de Corbeil et Isaac ben Joseph de Corbeil.
Il entretint une correspondance sur des sujets scientifiques avec Yehiel de Paris et avec Nathaniel l’Ancien. Les interprétations talmudiques de Samuel sont souvent citées dans les tossafot. Comme l’auteur de Tossafot sur Soṭah mentionne le nom de Moïse d’Évreux comme étant son frère, on en déduit le fait que Samuel est l’auteur de ces tossafot.